# Південно-Банатський округ
Півде́нно-Бана́тський о́круг (серб. Јужнобанатски округ) — адміністративний округ в Сербії, в складі автономного краю Воєводина. Адміністративний центр — місто Панчево.

## Населення
Згідно з даними перепису 2002 року в окрузі проживало 335 901 особа, з них:
- серби — 70,3%
- румуни — 6,9%
- угорці — 4,9%
- словаки — 4,8%
- македонці — 2,4%
- цигани — 2%
- югослави — 1,8%

## Адміністративний поділ
Округ поділяється на 8 общин:
| № | Община     | Площа, км² | Населення, осіб (2002, перепис) | Кількість нас. пунктів |
| - | ---------- | ---------- | ------------------------------- | ---------------------- |
| 1 | Алібунар   | 602        | 22 954                          | 10                     |
| 2 | Біла Црква | 363,1      | 20 367                          | 14                     |
| 3 | Вршаць     | 795,3      | 54 369                          | 24                     |
| 4 | Ковачиця   | 421,8      | 27 890                          | 8                      |
| 5 | Ковин      | 726,0      | 36 802                          | 10                     |
| 6 | Опово      | 203,6      | 11 016                          | 4                      |
| 7 | Панчево    | 759,1      | 127 162                         | 10                     |
| 8 | Пландиште  | 381,7      | 13 337                          | 14                     |